# Ronald Gërçaliu
Ronald Gërçaliu (* 12. Februar 1986 in Tirana, Albanien) ist ein österreichischer Fußballspieler albanischer Herkunft.

## Karriere

### Aufstieg bei Sturm
Ronald Gërçaliu begann seine Fußball-Karriere mit neun Jahren im Nachwuchs von Partizani Tirana. 1997 übersiedelte er in die Steiermark und trat der Jugendabteilung des SK Sturm Graz bei. Dort durchlief er alle Nachwuchsstationen und stieg in der Saison 2004/05 in die Kampfmannschaft des Bundesligisten auf.
Gërçaliu spielt seitdem meistens auf einer nominellen Verteidigerposition, sein Aktionsradius reicht dabei weit in die Offensive. Besonders auf dem linken Flügel entwickelt er aufgrund seiner technischen Stärke und seiner Dribblings eine große Dynamik in der Vorwärtsbewegung. Er zeigt allerdings Schwächen in der Genauigkeit der Flanken und der Torschüsse. In der Defensive liegen seine Stärken im Zweikampfverhalten und im Stellungsspiel.
Unter dem damaligen Teamchef Hans Krankl debütierte der Doppelstaatsbürger im Jahr 2005 in der österreichischen Nationalmannschaft. Nach seinen guten Leistungen bei Sturm und in der Nationalmannschaft wurde ihm vom Trainer Kurt Jara vom FC Red Bull Salzburg zu Beginn der Saison 2005/06 ein gut dotierter Vertrag angeboten. Der Wechsel scheiterte jedoch an der zu hohen Ablöseforderung von Sturm Graz-Präsident Hannes Kartnig.

### Etablierung als Nationalspieler
Schließlich konnte man sich im November 2005 auf eine Ablösesumme einigen und Gërçaliu wechselte im Winter 2005/2006 zum FC Red Bull Salzburg, wo er sich allerdings nie durchsetzen konnte. So wurde er auch bald von Josef Hickersberger nicht mehr für die Nationalmannschaft berücksichtigt. Im Zuge der Ausmusterungen unter den neuen Salzburg-Trainern Giovanni Trapattoni und Lothar Matthäus vor der Saison 2006/07 wurde auch Gërçaliu nahegelegt, sich einen neuen Klub zu suchen. Daraufhin kehrte er – nachdem ein Transfer zu Leeds United geplatzt war – leihweise zu seinem Ex-Klub SK Sturm Graz zurück.
Im Winter 2006/07 plante Gërçaliu einen Wechsel zu Energie Cottbus, doch aufgrund eines Kurzeinsatzes bei Red Bull Salzburg Amateuren durfte er, laut FIFA-Reglement, nicht ins Ausland wechseln. Dieses besagt, dass ein Spieler innerhalb eines Meisterschaftsjahres international nicht für drei Vereine tätig sein darf. Gërçaliu unterschrieb daraufhin am 3. Jänner 2007 einen Vertrag bei FK Austria Wien, da ein innerösterreichischer Transfer von dieser Regelung nicht betroffen war.
Bei den Veilchen gewann er alsbald mit dem ÖFB-Cup seiner ersten nationalen Titel und feierte sein Comeback im Team gegen Frankreich. Nachdem Ronald Gërçaliu sich auch dort festsetzen konnte, wurde er am 28. Mai 2008 in den österreichischen Kader für die Europameisterschaft 2008 einberufen. Zur Saison 2008/09 wechselte er vertraglich bedingt zurück zum FC Red Bull Salzburg, wo er unter Co Adriaanse immer wieder zu Einsätzen kommt. Am Ende des Jahres wurde der Meistertitel geholt, welcher für Gërçaliu den ersten seiner Karriere darstellt.
Bei der EURO 2008 spielte er im ersten Gruppenspiel gegen Kroatien 69 Minuten, ehe er für Ümit Korkmaz ausgewechselt wurde. In den weiteren Gruppenspielen kam er nicht zum Einsatz.
Nachdem er mit Salzburg 2008/09 erneut Meister wurde, wechselte der Verteidiger im Sommer 2009 innerhalb der Bundesliga zum SC Magna Wiener Neustadt. Seit Ende 2008 wurde er dann nicht mehr für die Nationalmannschaft nominiert.

### Leidenszeit beim FC Ingolstadt 04
Zur Saison 2010/11 verließ er die österreichische Bundesliga und wechselte zum deutschen Zweitligisten FC Ingolstadt 04, wo er einen Zweijahresvertrag unterschrieb. Doch wurde Gërçaliu nicht zur erhofften Verstärkung. Schon zu Beginn der Vorbereitung fiel er verletzt aus und musste am Knie operiert werden. Diese Verletzung zwang ihn zu einer achtmonatigen Pause. Danach konnte er sich nicht mehr in die Mannschaft zurückkämpfen und kam nur zu vier Einsätzen in der zweiten Mannschaft. Ihm wurde mitgeteilt, dass man nicht mehr mit ihm für die nächste Saison plane. Jedoch fand sich kein Verein, der ihn verpflichten wollte. Daher blieb er beim FC Ingolstadt. In der Hinrunde der Saison 2011/12 kam er wieder nur zu vier Einsätzen in der zweiten Mannschaft. Am 16. Februar 2012 wurde der Vertrag dann in beiderseitigem Einvernehmen aufgelöst.

### Neustart in Polen
Am 16. Februar 2012 unterschrieb Gërçaliu dann einen Vertrag bis zum Saisonende 2011/12 beim polnischen Erstligisten ŁKS Łódź, nachdem er in einem Probetraining überzeugen konnte. Dort kam er dann in den ersten Spielen nach der Winterpause sofort als Stammspieler zum Einsatz. Jedoch konnte er trotz guter Leistungen den Abstieg nicht verhindern.

### Zurück in der 2. Bundesliga
Zur Saison 2012/13 verpflichtete Zweitligist FC Erzgebirge Aue Gërçaliu. Er erhielt einen Vertrag über zwei Jahre bis Ende Juni 2014.

### Wechsel nach Rumänien
Anfang Januar 2014 wurde Gercalius Vertrag in Aue aufgelöst. Er wechselte in der Folge in die rumänische Liga 1 zu Universitatea Cluj. Dort wurde er nach Startschwierigkeiten zur Stammkraft und kam in der Rückrunde auf acht Einsätze.

### Rückkehr nach Österreich
Im Sommer 2014 verließ Gercaliu Rumänien wieder und wechselte zum Aufsteiger SCR Altach in die österreichische Bundesliga.

## Erfolge
- Österreichischer Meister: 2009
- Österreichischer Cupsieger: 2007
- Österreichischer Vizemeister: 2006
- Teilnahme an der U-17-Europameisterschaft 2003 in Portugal: Platz 3
- Teilnahme an der Europameisterschaft 2008
- 14 Länderspiele für die österreichische Nationalmannschaft seit 2005